# Jan Władysław Sroczyński
Jan Władysław Sroczyński (ur. 26 sierpnia 1921 w Grzymiszewie, zm. 22 stycznia 2005) – polski lekarz, profesor nauk medycznych, poseł na Sejm X kadencji.

## Życiorys
W okresie II wojny światowej walczył w Związku Walki Zbrojnej, następnie w Armii Krajowej. Studiował medycynę na tajnym Uniwersytecie Poznańskim, ukończył je na Wydziale Lekarskim Uniwersytetu Jagiellońskiego w 1949. W 1951 uzyskał stopień naukowy doktora, w 1960 obronił habilitację. W 1976 został profesorem nadzwyczajnym, w 1982 otrzymał tytuł profesora zwyczajnego. Uzyskał specjalizacje I i II stopnia w zakresie chorób zewnętrznych oraz patologii zawodowej.
Pracę zawodową rozpoczął w Klinice Chorób Wewnętrznych wrocławskich szkół wyższych. W ramach służby wojskowej był do 1954 m.in. kierownikiem laboratorium w Szpitalu Wojskowym w Zabrzu. Od 1954 pracował w II Klinice Chorób Wewnętrznych Śląskiej Akademii Medycznej jako starszy asystent i adiunkt. Odbywał także praktyki w Instytucie Hematologii w Warszawie oraz w instytutach w Pradze i Paryżu. Od 1969 na zlecenie Ministerstwa Zdrowia wyjechał do Demokratycznej Republiki Konga, gdzie do 1972 kierował najpierw Katedrą i Kliniką Chorób Wewnętrznych Państwowego Uniwersytetu w Lubumbashi, następnie Departamentem Medycznym Uniwersytetu Narodowego w Kinszasie.
Po powrocie do kraju objął stanowisko docenta w Klinice Chorób Wewnętrznych i Zawodowych ŚAM w Zabrzu, w 1973 został jej kierownikiem. Od 1975 do 1981 pełnił funkcję prodziekana Wydziału Lekarskiego, a w latach 1982–1984 prorektora ŚAM ds. klinicznych. Przeszedł na emeryturę w 1991. Od 1978 przewodniczył Komisji Pulmonologicznej Komitetu Patofizjologii Klinicznej Polskiej Akademii Nauk. Działał w Polskim Towarzystwie Lekarskim (m.in. zasiadał we władzach krajowych PTL), Polskim Towarzystwie Hematologów i Transfuzjologów, Polskim Towarzystwie Kardiologów i Towarzystwie Internistów Polskich. W pracy naukowej zajmował się m.in. wpływem zatrucia ołowiem i benzenem na układ krążenia i oddychania, wpływem drgań mechanicznych i hałasu oraz pola elektrycznego na metabolizm i układ immunologiczny. Opublikował ponad 200 artykułów naukowych.
W 1968 wstąpił do Polskiej Zjednoczonej Partii Robotniczej, do której należał do jej rozwiązania, był przewodniczącym Komisji Kontroli Partyjnej Komitetu Wojewódzkiego PZPR w Katowicach. Zasiadał w Miejskiej Radzie Narodowej w Zabrzu (w latach 1972–1987), następnie do 1989 w Wojewódzkiej Radzie Narodowej. W 1989 został posłem na Sejm kontraktowy z okręgu gliwickiego, w trakcie kadencji przeszedł do Poselskiego Klubu Pracy.

## Odznaczenia
- Krzyż Oficerski Orderu Odrodzenia Polski
- Krzyż Kawalerski Orderu Odrodzenia Polski
- Złoty Krzyż Zasługi (1975)
- Medal Komisji Edukacji Narodowej (1980)[1]